# Cistierna (kommunhuvudort)
Cistierna är en kommunhuvudort i Spanien.   Den ligger i provinsen Provincia de León och regionen Kastilien och Leon, i den norra delen av landet, 290 km norr om huvudstaden Madrid. Cistierna ligger 945 meter över havet och antalet invånare är 3 897.
Terrängen runt Cistierna är kuperad norrut, men söderut är den platt. Cistierna ligger nere i en dal. Runt Cistierna är det mycket glesbefolkat, med 2 invånare per kvadratkilometer. Cistierna är det största samhället i trakten. Trakten runt Cistierna består i huvudsak av gräsmarker.